# 18th Avenue (linea BMT West End)
18th Avenue (IPA: [eɪˈtinθ ˈævəˌnu]) è una fermata della metropolitana di New York situata sulla linea BMT West End. Nel 2019 è stata utilizzata da 1 942 617 passeggeri. È servita dalla linea D, attiva 24 ore su 24.

## Storia
La stazione venne aperta il 24 giugno 1916, come capolinea temporaneo della prima sezione della linea BMT West End. Il 29 luglio 1916 la linea fu prolungata verso 25th Avenue e 18th Avenue divenne una stazione di transito. Nel 2012 la stazione fu sottoposta a lavori di ristrutturazione grazie ai finanziamenti dell'American Recovery and Reinvestment Act.

## Strutture e impianti
La stazione è posta su un viadotto al di sopra di New Utrecht Avenue, ha due banchine laterali e tre binari, dei quali solo i due esterni sono utilizzati regolarmente. Il mezzanino è posto sotto il piano binari e ospita le scale per le banchine, i tornelli e le tre scale per il piano stradale che portano presso l'incrocio tra 18th Avenue e 85th Street.

## Interscambi
La stazione è servita da alcune autolinee gestite da NYCT Bus.
- Fermata autobus